# ديفيد ألان (ضابط شرطة)
ديفيد ألان (بالإنجليزية: David Allan) هو ضابط شرطة جنوب أفريقي، ولد في 4 نوفمبر 1879، وتوفي في 9 يناير 1961.